# Rättvik (commune)
Pour la localité, voir Rättvik.
La commune de Rättvik est une commune du comté de Dalarna en Suède. 10 748 personnes y vivent. Son siège se trouve à Rättvik.

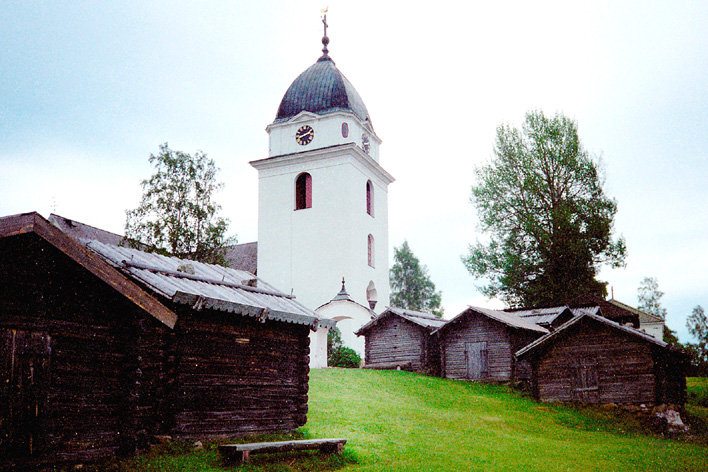
L'église de Rättvik

## Géographie
La commune de Rättvik se situe au milieu de la Suède, dans le comté de Dalécarlie, entre les trois villes de Borlänge, Falun et Mora.
Elle se situe dans un environnement forestier et agricole traditionnel qui est très semblable à ce à quoi ressemblait la Suède au XIXe siècle. Toutefois, sa vie culturelle attire un nombre significatif de touristes.
La zone située près de Rättvik compte la plus grande population d'ours bruns de Suède.

## Culture
Rättvik est une petite ville connue mondialement en raison de son ancienne tradition de musique populaire et de la beauté des environs du Lac Siljan. De nombreux touristes visitant la Suède se rendent à Rättvik pour expérimenter la manière de vivre suédoise traditionnelle.
Les chevaux de Dalécarlie (Dalahästar) - des chevaux en bois sculptés à la main et peints en rouge-orange avec des motifs spéciaux - sont toujours créés et vendus dans le petit village de Nusnäs.
Sa culture et son paysage sont considérés par certains comme étant purement suédois.
Chaque année, le festival de musique populaire "Musique à Siljan" se tient à Rättvik, sur les rives du lac Siljan. Un opéra, le Dalhalla Opera, se tient également chaque été à sept kilomètres au nord de la ville, dans un théâtre en plein air situé dans une ancienne carrière.

## Localités
- Bingsjö
- Boda
- Furudal
- Gulleråsen
- Nedre Gärdsjö
- Rättvik
- Söderås
- Vikarbyn